# 고코쿠지역
고코쿠지역(일본어: 護国寺駅、ごこくじえき)
(영어: Gokokuji Station)은 일본 도쿄도 분쿄구에 있는 철도역이다.

## 타는 곳
| 1 | ○ 유라쿠초 선 | 나가타초・신키바 방면                    |
| 2 | ○ 유라쿠초 선 | 이케부쿠로・와코 시・신린코엔・한노 방면 |

## 역세권 정보
- 고단샤
- 고코쿠지 절
- 경시청 오쓰카 경찰서
- 니혼 여자 대학
- 오차노미즈 여자 대학
- 수도고속도로 5호 이케부쿠로 선 고코쿠지 나들목

## 역사
- 1974년 10월 30일: 영업 개시.

## 사진

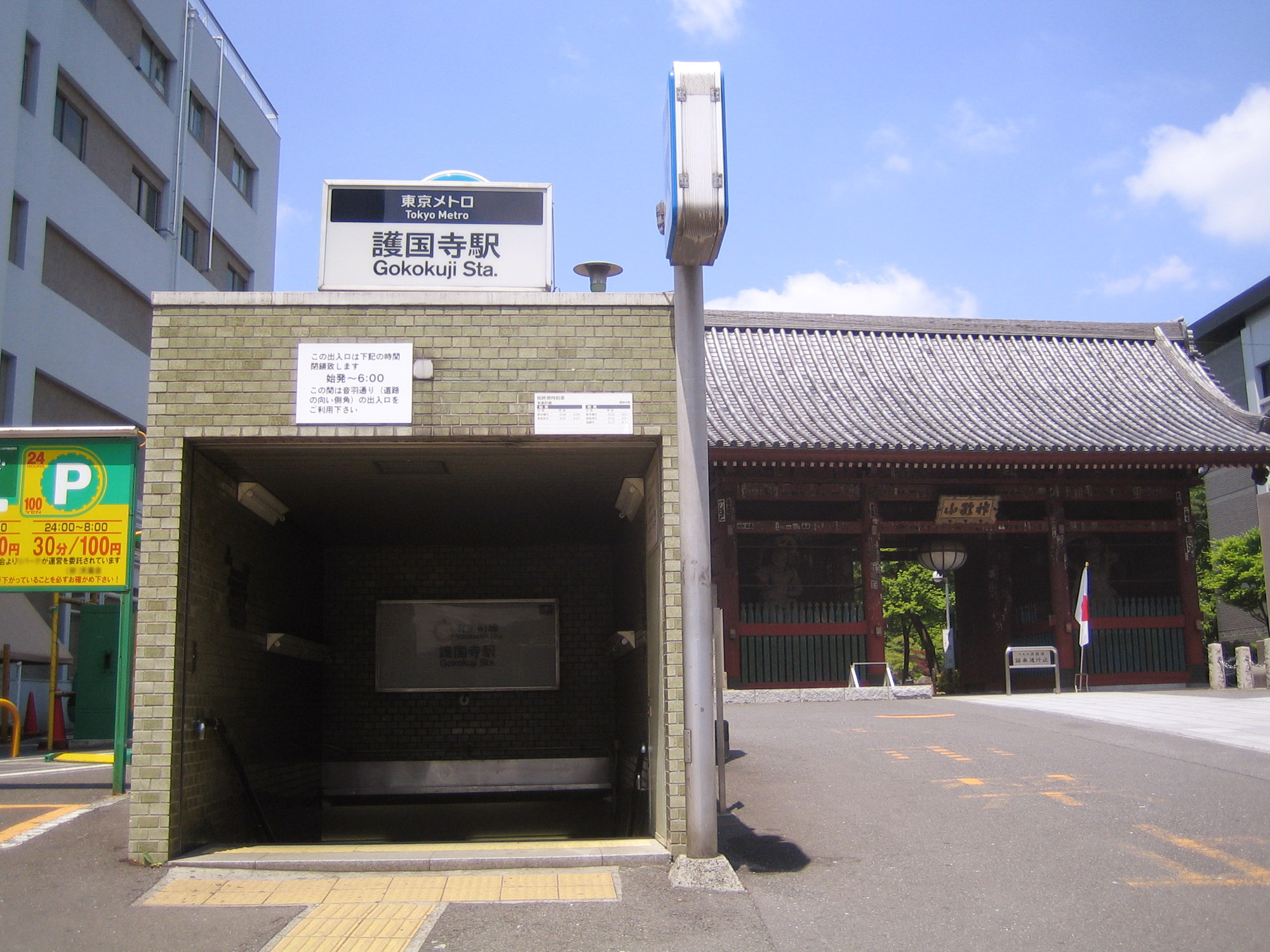
1번 출입구와 고코쿠지 절
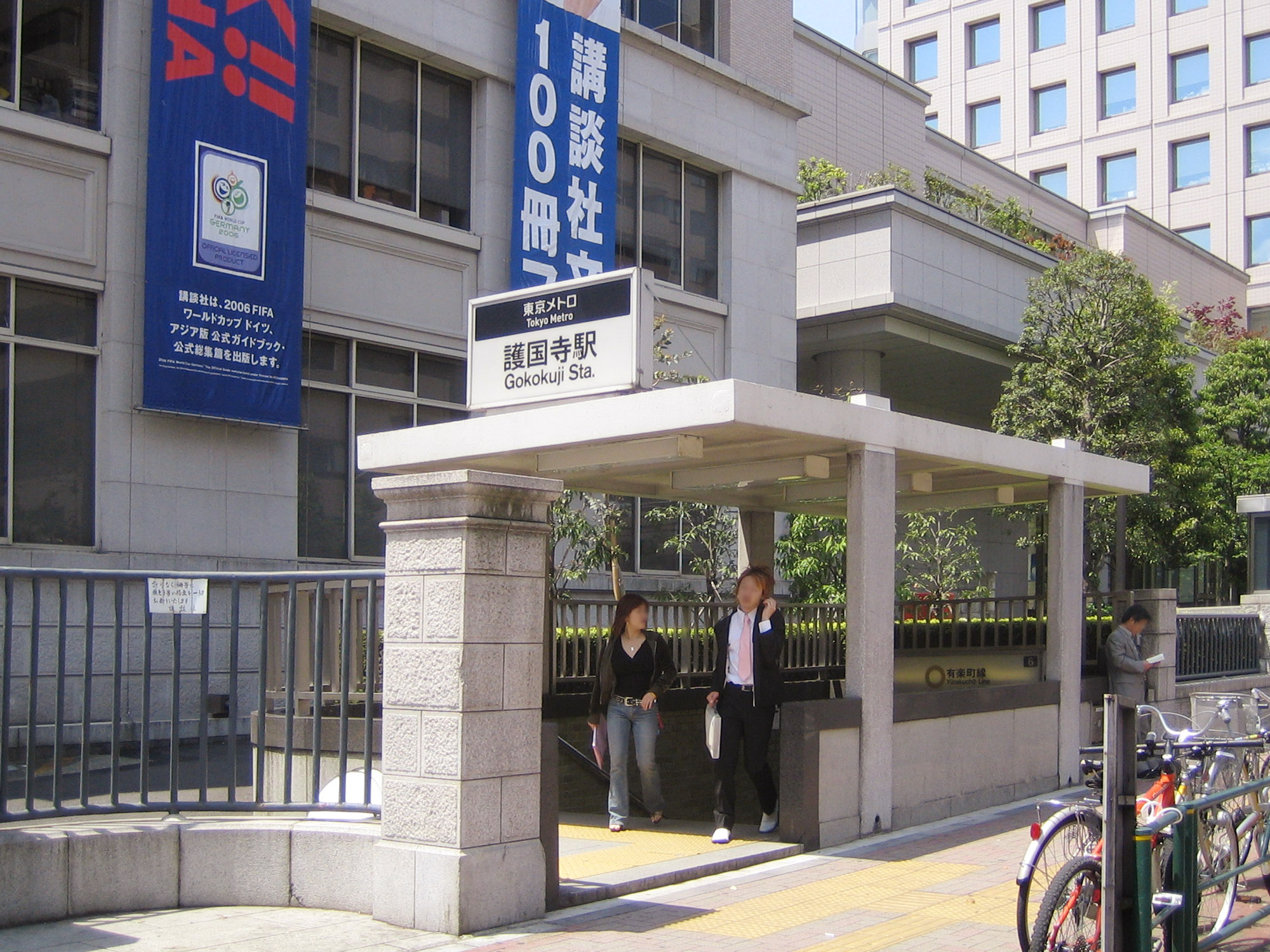
6번 출입구와 고단샤 건물

## 인접역
| 도쿄 메트로 8호선                | 도쿄 메트로 8호선 | 도쿄 메트로 8호선            |
| -------------------------------- | ----------------- | ---------------------------- |
| Y10 히가시이케부쿠로 와코시 방면 | 유라쿠초 선       | Y12 에도가와바시 신키바 방면 |